# Несс (река)
Несс (англ. Ness, гэльск. Nis) — река в Шотландии, вытекает из озера Лох-Несс, впадает в залив Мори-Ферт рядом с городом Инвернесс. Длина — 20 км, ширина — от 70 м до более чем 100 м, площадь бассейна — 1850 км². Несмотря на небольшие размеры, является одной из самых полноводных рек Великобритании, имея средний расход воды в 300 м³/сек. Имеет ледниковое происхождение. По руслу реки проходят сезонные миграции лосося.
Является частью Каледонского канала, соединяющего западное и восточное побережья Шотландии. При строительстве канала в первой четверти XIX века на реке проводились масштабные инженерные работы, сопровождавшиеся изменениями русла и характера течения. В среднем течении расположено несколько небольших лесистых островков, популярных среди туристов и рыболовов. В черте Инвернесса, получившего от реки своё название (гэльск. Inbhir Nis — «устье Несс»), через реку перекинуто четыре автомобильных и несколько пешеходных мостов.

## Легенды
Около 580 года святой Колумба провёл обряд изгнания «водяной лошади» из устья этой реки, что считается первым свидетельством встречи с лох-несским чудовищем.